# Чорнянський деренковач
Чорня́нський деренкова́ч — ботанічний заказник місцевого значення в Україні. Розташований у межах Берегівського району Закарпатської області, на північний схід від села Черна. 
Площа 260 га. Статус надано згідно з рішенням облвиконкому від 07.03.1990 року № 55. Перебуває у віданні ДП «Виноградівське ЛГ» (Затисянське лісництво, кв. 112—115). 
Статус надано з метою збереження місць зростання рідкісних видів рослин, занесених до Червоної книги України, в тому числі шафрана Гейфеля. Заказник розташований у західній частині Гутинського гірського масиву, у верхів'ях річки Батар.